# Dangme est
Dangme est (officiellement Dangme East, en Anglais) est l’un des 10 districts de la Région du Grand Accra au Ghana.

## Annexes

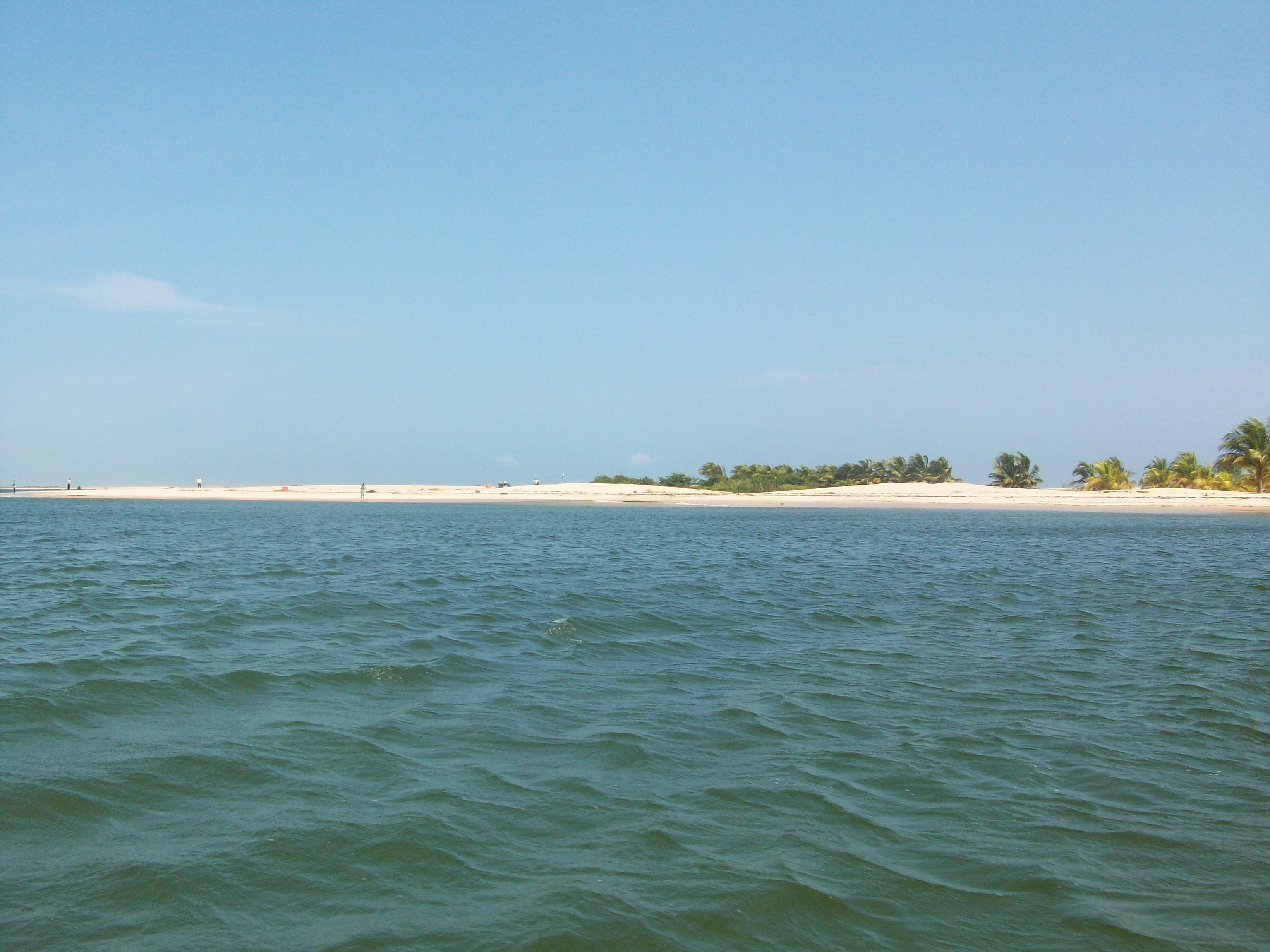
Estuaire de la Volta

## Villes et villages du district
| - Ada-Foah - Akplabanya - Sege Junction - Anyamam - Pute - Lolonya | - Tamatoku - Bonikope Songor - Adzomanukope - Bedeku - Wokume Gbe - Machekope | - Songutsokpa Big-Ada - Goi - Koluedor - Totimekope - Ocanse Kope - Totope |

## Sources
- (en) Site de Ghanadistricts